# Pine Ridge (Florida, Citrus megye)
Pine Ridge statisztikai település az USA Florida államában, Citrus megyében. Lakosainak száma 11 042 fő (2020. április 1.).

## Népesség
A település népességének változása:
| Lakosok száma | 5490 | 9598 | 11 042 |
|               | 2000 | 2010 | 2020   |